# Fluorénone
Ne pas doit être confondue avec fluorène ou fluorone, deux composés différents, ou avec le fluor ou un de ces composés.
La fluorénone est un composé organique aromatique de formule brute C13H8O.
Elle est utilisée pour faire des médicaments antipaludéen.
Elle peut être obtenue du fluorène par oxydation (par des oxydants habituels ou même l'oxygène atmosphérique).